# Салем, Авраам Барак
Авраам Барак Салем (1882—1967) — индийский еврейский общественный деятель, борец за равноправие среди кочинских евреев, участник сионистского движения, инициатор переселения индийских евреев в Израиль.

## Происхождение и ранняя биография
Салем родился в 1882 году в городе Кочин, являвшимся столицей одноименного княжества в составе Британской Индии. Небольшая еврейская община Кочина была разделена на три группы: малабарские евреи, прибывшие в Индию ещё во времена античности, дистанцировались от сообщества пардеши — «белых евреев», переселившихся в Кочин после изгнания из Португалии. Община «мешухрарим» (с ивр. — «освобожденные») происходила, скорее всего, от африканских рабов евреев-пардеши. Мешухрарим, к которым принадлежала семья Салема, не считались полноправными членами еврейской общины, и подвергались дискриминации со стороны двух остальных групп.
Авраам Барак Салем окончил колледж в Эрнакуламе и Мадрасский университет, где получил юридическую степень (первым среди кочинских евреев). После получения образования Салем вернулся в Кочин и стал работать в суде княжества.

## Общественная деятельность
В начале 20-х гг. Салем начал борьбу за равноправие среди членов общины и за допуск мешухрарим в синагоги. До этого «черные евреи» имели право собираться только рядом с молитвенными домами. В своей кампании Салем использовал гандистские методы пассивного сопротивления (как раз в это время Ганди проводил всеиндийскую кампанию по улучшению положения неприкасаемых), за что был прозван сторонниками «еврейским Ганди». К середине тридцатых годов все дискриминационные запреты в отношении мешухрарим были отменены, а Салем стал лидером кочинской общины. В 1925-31 и 1939—1945 годах он был депутатом законодательной ассамблеи княжества Кочин. В 1929 году Салем был делегатом на Лахорской сессии Индийского национального конгресса, где было выдвинуто требование полной независимости от Великобритании.

## Сионистское движение
Авраам Барак Салем впервые посетил Палестину в 1933 году, после чего стал горячим сторонником сионистской идеи. После 1947 года он стал активно пропагандировать идеи алии среди своих соотечественников. В 1953 году он посетил Израиль во главе делегации индийских евреев и вел переговоры по вопросам, связанным с репатриацией общины. Несмотря на то, что к концу 50-х годов в Израиль переехало подавляющее большинство кочинских евреев, Салем остался в Индии до самой смерти. Похоронен на еврейском кладбище в Кочине.